# Il vento ci porterà via
Il vento ci porterà via (Bad ma ra khahad bord) è un film del 1999 diretto da Abbas Kiarostami.

## Trama
Behzad, Keyvan, Ali e Jahan si dirigono a bordo di una jeep da Teheran verso il villaggio curdo di Siah Dareh, per ragioni che rimangono ignote agli abitanti del villaggio. I quattro vengono accolti in una casa dalle finestre e dalle porte di colore azzurro e si abbandonano ben presto all'ozio.
Behzad comincia a interessarsi alle condizioni di salute di un'anziana signora ed è intenzionato a documentare i rituali funebri della gente del posto. Resta così in attesa della morte della donna e nel frattempo decide di girovagare per il villaggio con l'aiuto di un bambino del posto, con il quale stringerà un legame di amicizia.
Behzad comincia ad apprezzare lo stile di vita della gente del villaggio, che però appare quasi del tutto disinteressata ai quattro forestieri. Giunto al cimitero del villaggio, posto in cima a una collina, unico punto in cui vi è sufficiente segnale per il telefono cellulare, Behzad prende con sé un osso dissotterrato da un uomo che sta scavando una fossa ma che non viene mai inquadrato.
Behzad continua così a girare per il villaggio con la sua auto, recandosi sulla collina ogni qualvolta riceve una telefonata. L'attesa della morte dell'anziana signora si fa snervante, Keyvan, Ali e Jahan decidono di lasciare il villaggio e Behzad ha un piccolo alterco con il bambino, con il quale si riconcilia subito dopo. L'uomo che scavava la buca ha un incidente e Behzad se ne accorge in tempo per chiedere aiuto e far trasportare l'uomo da un dottore con la sua auto.
Con la morte della signora, appena accennata dai lamenti di dolore dei familiari che l'assistevano, Behzad scatta alcune foto a un piccolo corteo di donne e decide, apparentemente soddisfatto, di fare ritorno a Teheran. Sulla via del ritorno, getterà in un fiume l'osso che aveva conservato con sé.

## Accoglienza

### Critica
Su L'Unità, Alberto Crespi si lamenta come nel film accada pochissimo e il regista lasci tutto volutamente "sospeso, misterioso e aleatorio". In definitiva, Kiarostami "avrebbe ben poco da dire, pur sapendolo dire ancora molto bene".

## Riconoscimenti
- 56ª Mostra internazionale d'arte cinematografica di Venezia
  - Leone d'argento

## Curiosità
Il film è ispirato a una poesia di Forugh Farrokhzad, intitolata Il vento ci porterà via:
Nella mia fuggente notte, ahimè!/Il vento dà udienza alle foglie degli alberi./Nella mia fuggente notte incombe l’angoscia della desolazione./Ascolta,/Odi il respiro delle tenebre?/A questa esultanza io mi sento aliena,/La disperazione mi è propria./Ascolta,/Odi il respiro delle tenebre?/Ora, nella notte, qualcosa accade./Infuocata e inquieta è la luna/E su questo tetto, che, ogni istante, rischia di crollare,/Le nuvole, come un corteo funebre,/Sembrano in attesa del momento di piovere./Un momento/E poi, nulla./Dietro questa finestra sta palpitando la notte/E la terra/Sta arrestando il suo moto./Dietro questa finestra uno sconosciuto/È in trepidazione per me e per te./Oh, mio tutto virente!/Rimetti le tue mani, come un cocente ricordo,/Nelle mie mani innamorate./Sciogli le tue labbra, come una vibrante sensazione di vita,/Alle lusinghe delle mie labbra innamorate./Il vento ci porterà via./Il vento ci porterà via.